# Ghosts VI: Locusts
Ghosts VI: Locusts es el undécimo álbum de estudio de la banda de rock industrial Nine Inch Nails, fue lanzado el 26 de marzo de 2020 a través de The Null Corporation como una descarga gratuita como una muestra de solidaridad con los fanáticos de la banda durante la pandemia de COVID-19. Es una continuación del álbum instrumental de Ghosts I–IV (2008), y lanzado simultáneamente con su décimo álbum, Ghosts V: Together.

## Antecedentes
Ghosts V: Together fue un lanzamiento no anunciado previamente para su descarga gratuita a través del sitio web oficial de Nine Inch Nails, el canal de YouTube y las plataformas de transmisión. Trent Reznor tuiteó: "¿Alguien por ahí? Nuevos clavos de nueve pulgadas ahora. Ghosts V–VI. Horas y horas de música gratis. Algunas son un poco felices, otras no tanto". El sitio web de la banda agregó: "A medida que las noticias parecen volverse cada vez más sombrías por horas, nos encontramos vacilando salvajemente entre sentir que a veces puede haber esperanza de desesperación, a menudo cambiando minuto a minuto. Aunque cada uno de nosotros definimos nosotros mismos como asociales que preferimos estar solos, esta situación realmente nos ha hecho apreciar el poder y la necesidad de CONEXIÓN".
A diferencia de las pistas en Ghosts I–IV, se nombran las pistas en Ghosts V y Ghosts VI.

## Lista de canciones
| N.º | Título                            | Duración |  |
| 1.  | «The Cursed Clock»                | 7:01     |  |
| 2.  | «Around Every Corner»             | 10:53    |  |
| 3.  | «The Worriment Waltz»             | 9:26     |  |
| 4.  | «Run Like Hell»                   | 5:38     |  |
| 5.  | «When It Happens (Don't Mind Me)» | 2:56     |  |
| 6.  | «Another Crashed Car»             | 2:24     |  |
| 7.  | «Temp Fix»                        | 1:47     |  |
| 8.  | «Trust Fades»                     | 3:13     |  |
| 9.  | «A Really Bad Night»              | 4:54     |  |
| 10. | «Your New Normal»                 | 3:46     |  |
| 11. | «Just Breathe»                    | 7:01     |  |
| 12. | «Right Behind You»                | 1:43     |  |
| 13. | «Turn This Off Please»            | 13:09    |  |
| 14. | «So Tired»                        | 3:45     |  |
| 15. | «Almost Dawn»                     | 5:35     |  |